# هبر (الرضمة)

تعديل مصدري - تعديل

هبر هي إحدى قرى عزلة أزال بمديرية الرضمة التابعة لمحافظة إب، بلغ تعداد سكانها 713 نسمة حسب تعداد اليمن لعام 2004.